# Celler de la Cooperativa Agrícola de Santes Creus
El Celler de la Cooperativa Agrícola de Santes Creus és un celler cooperatiu del municipi d'Aiguamúrcia (Alt Camp). L'edifici és una obra protegida com a bé cultural d'interès local. Està situat a l'entrada del nucli de Santes Creus.

## Descripció
Es tracta d'una nau d'estructura basilical, de tres cossos, el central més elevat que els laterals. Aquest últim és cobert amb encavallades i bigues de fusta que suporten una teulada a dues vessants; els laterals es cobreixen amb bigues, també de fusta, i teulada a una vessant. Els diferents cossos se separen per arcs cruciformes de maó. El moll de descàrrega es va situar al fons del pas lateral adossat a la nau.
La façana principal, de paraments arrebossats, es divideix en tres nivells: l'inferior, centrat per la porta, d'arc rebaixat fet per tres filades de maó col·locat a sardinell i una imposta esglaonada, i amb pilastres també de maó que reflecteixen la divisió interior en tres cossos; el central, amb tres finestrals d'arc de mig punt, el central de dimensions molt més grans, subdividits verticalment per pilarets. La façana posterior té una finestra central i dos òculs. Les naus laterals tenien també òculs ara tapiats. El tercer nivell correspon a la potent cornisa de la teulada.

## Història
Aquest celler, projectat també per Cèsar Martinell, va ser construït entre el 1919 i el 1921. Va funcionar fins al 1987. Pel setembre de 2005, es van esfondrar les teulades laterals; el 2007 se n'ha refer la coberta (s'ha reforçat amb perfils de ferro, com també els pilars de sustentació), se n'han restaurat les façanes i se n'ha adequat l'espai posterior com a agrobotiga, la qual ocupa el pas lateral que hi havia en un costat de l'edifici. Per l'altre costat l'edifici té una casa mitgera.